# Brezen
Brezen  je naselje u slovenskoj Općini Vitanju. Brezen se nalazi u pokrajini Štajerskoj i statističkoj regiji Savinjskoj. 

## Stanovništvo
Prema popisu stanovništva iz 2002. godine naselje je imalo 218 stanovnika.